# Coimbatore Krishnao Prahalad
Coimbatore Krishnao Prahalad, né le 8 août 1941 à Coimbatore et décédé le 16 avril 2010 à San Diego, est un physicien indien qui s'est spécialisé dans le management et l'économie.

## Biographie
Il a en particulier étudié le rôle et la valeur ajoutée des hauts dirigeants des entreprises multinationales. Prahalad donnait des cours sur l'économie à l'université du Michigan, et notamment à la Ross School of Business. En novembre 2007 et octobre 2009, le Times le classe premier, parmi les 50 penseurs les plus influents du monde des affaires.
C.K. Prahalad s'intéressait particulièrement à l'impact de la globalisation sur les pays émergents et leurs populations les plus pauvres. Il fut notamment l'un des promoteurs du concept de "bottom of the pyramid" qui veut que les pauvres sont aussi un marché et les entreprises en adaptant leurs produits peuvent satisfaire ce marché. Dans son livre The New Age of Innovation, il soutenait que les entreprises devront à l'avenir partager le processus d'innovation avec leurs clients et leurs fournisseurs afin de proposer des solutions personnalisées à chaque type de demande. Pour ce faire, elles doivent revoir leur approche en termes de stratégie, de gestion de l'information, de partage de données et de culture d'entreprise.
Il est l'auteur et coauteur de plusieurs livres sur la finance et la pauvreté : 
- Competing for the Future, avec Gary Hamel - (1994)
- The Future of Competition, avec Gary Hamel - (2004)
- The Fortune at the Bottom of the Pyramid, avec Venkat Ramaswamy - (2004)
- The New Age of Innovation : Driving Co-Created Value Through Global Networks, avec M.S Krishnan - (2008)
- 4 milliards de nouveaux consommateurs : Vaincre la pauvreté grâce au profit - Edition Village Mondial (2004)